# 吉成井鹽作坊遺址
吉成井鹽作坊遺址，位於四川省自貢市大安區，文物遺址年代判定為清代。2007年6月1日公佈為四川省第七批文物保護單位。2013年3月5日列為第七批全國重點文物保護單位。隶属自贡市盐业历史博物馆。